# ビシバシステム
ビシバシステムは、プロダクション人力舎所属のお笑いコンビ。
1986年、演劇ユニット「ラジカル・ガジベリビンバ・システム」に所属するメンバーで結成。1990年代後半からコンビでの活動を行っておらず、さらに布施は2022年に人力舎を退所しており、現在は実質的に活動停止状態である。

## メンバー
- 住田 隆（すみた たかし、1966年1月7日（59歳）- ） 
東京都三鷹市出身。

- 布施 絵里（ふせ えり、1962年9月22日（62歳）- ） 
東京都大田区出身。1994年より加入。現在の芸名は、ふせえり。

### 旧メンバー
- 西田 康人（にしだ やすひと、1964年2月5日（61歳）- ）
東京都出身。1994年、俳優活動に専念するため脱退。現在の芸名は、緋田 康人（ひだ やすひと）。

## 略歴
- コンビ名は、ラジカル・ガジベリビンバ・システムの中村有志が命名し、「石橋を叩いて渡る」が由来である。アナーキーでナンセンス・不条理なコントで人気を呼び、渋谷ジァン・ジァンで定期的に開催した単独ライブは毎回満員で大盛況を博していた。
- 1994年に西田が俳優に専念するために脱退し代わりにふせが加入。北海道テレビ放送のバラエティ番組などに出演。
- ふせの結婚・出産を経た2000年代以降コンビでの活動は行っておらず、事実上の活動停止状態となった。プロダクション人力舎公式サイト内のプロフィールも1999年頃から個別で掲載されている（ふせは2022年4月にプロダクション人力舎から株式会社Finelandへ移籍）[1][2]。
- ドラマ時効警察シリーズでは、ふせと緋田が共演している。
- ユニットの経緯から、住田が事実上のリーダーとなっている。

## 出演
住田・西田時代

### テレビ番組
- パオパオチャンネル（1987年10月 - 1989年9月、テレビ朝日）
- 冗談画報2（1989年3月10日、フジテレビ/関東ローカル）
- ウルトラマンをつくった男たち 星の林に月の舟（1989年3月21日、TBS）
- 東京イエローページ（1989年10月 - 1990年9月、TBSテレビ）
- マジカル頭脳パワー!!（1990年 - 日本テレビ、出題VTR出演）
- 笑売繁盛!（1991年10月 - 1992年9月、日本テレビ)
- さんまのナンでもダービー（1992年、パドックリポーター、テレビ朝日）
- 爆笑王誕生（日本テレビ、5週勝ち抜き第2代チャンピオン）
- タモリのボキャブラ天国（フジテレビ、投稿作品VTRに出演、加入前のふせも出演し共演した事もある）
- オールナイトフジ（フジテレビ）
- いただきます（フジテレビ）

### CM
- ベベルテック バットマン (丸石サイクル)

### ビデオ
- ビシバシステムの新型マーチ早わかりビデオ (日産・マーチK11販促用ビデオ)

住田・ふせ時代

### テレビ番組
- タモリのSuperボキャブラ天国(キャッチコピーは狂乱の男女混合タッグ)（フジテレビ）
- 竹中直人の恋のバカンス（1994年7月 - 1995年1月、テレビ朝日）
- モザイクな夜V3（北海道テレビ放送）
- 水曜どうでしょう（1996年10月23日・10月30日・11月27日・12月18日・1997年1月15日・2月26日・3月12日、北海道テレビ放送）
- 金魚のフン（1996年8月 - 9月、テレビ朝日）
- ウモクビ 熱演!激論!ウモれた芸人クビ実験劇場（1996年11月、フジテレビ）

### 吹き替え
- PlayStation用アクションシューティングゲーム「ファイロ&クロード」（1997年6月13日発売）の日本語吹き替え。

### その他
- 怪談百物語 - 新旧メンバーの全員が別々の話での出演（1，3，4，6，7，11話:緋田、9話:ふせ、10話:住田）。